# Theodor Beck
Theodor Beck (* 3. Juni 1839 in Darmstadt; † 30. Juli 1917 ebenda) war ein deutscher Maschinenbau-Ingenieur, Unternehmer und Technikhistoriker.

## Leben
Beck wurde als Sohn des Geheimsekretärs im Kriegsministerium, Friedrich Jacob Beck (1812–1857), und dessen Ehefrau Auguste Luise Nebel (1772–1854, Tochter des Medizinprofessors Ludwig Nebel) geboren und besuchte von 1854 bis 1856 die Höhere Gewerbeschule Darmstadt, lernte ein Jahr bei einem Schlossermeister in Darmstadt und studierte von 1857 bis 1859 am Polytechnikum Karlsruhe, unter anderem bei Ferdinand Redtenbacher und Wilhelm Eisenlohr. Danach arbeitete er 1859 bei der Eisengießerei Klett & Comp. in Nürnberg, 1860/1861 in der Maschinenfabrik und Eisengießerei Darmstadt, 1861/1862 bei der Main-Weser-Bahn in Gießen, von 1962 bis 1864 in verschiedenen Maschinenfabriken in London und Glasgow und 1865/1866 als Konstrukteur beim Maschinenfabrikanten Carl Hoppe in Berlin. Ab 1857 war er Teilhaber in der eigenen Maschinenfabrik Kleyer & Beck in Darmstadt, die später unter Beck & Rosenbaum firmierte.
1885 gab er seine unternehmerische Tätigkeit auf und befasste sich mit Technikgeschichte und besonders mit der Geschichte des Maschinenbaus, wobei er sich auch 1886 an der Technischen Hochschule Darmstadt habilitierte und dort zunächst als Privatdozent und von 1900 bis 1908 als Professor lehrte. Er veröffentlichte von 1886 bis 1896 historische Notizen in der Zeitschrift Civilingenieur, die er 1899 als Buch herausgab. Die Herausgabe des Buches wurde vom Verein Deutscher Ingenieure unterstützt. Beck veröffentlichte auch von 1901 bis 1908 in der Zeitschrift des Vereins Deutscher Ingenieure, von 1900 bis 1903 in der Zeitschrift für Architektur und Ingenieurwesen und von 1909 bis 1911 in den Beiträgen zur Geschichte der Technik und Industrie.
Beck veröffentlichte unter anderem über Pappos, Vitruv, Sextus Julius Frontinus, Heron von Alexandria, Philon von Byzanz, Cato der Ältere, Leonardo da Vinci und dessen Maschinen, Vannoccio Biringuccio, Agostino Ramelli, Buonaiuto Lorini, Georgius Agricola, Marin Mersenne, Heinrich Zeising, Vittorio Zonca, Jacques Besson, Gerolamo Cardano, Salomon de Caus, Jacob de Strada, Giambattista della Porta, Faustus Verantius, Giovanni Branca, Georg Philipp Harstörffer, Juanelo Torriano, Evangelista Torricelli, Jean Leurechon, Domenico Fontana, Caspar Schott, James Watt, James Brindley, Isambard Kingdom Brunel, John Rennie senior, John Smeaton, Thomas Telford und antike Geschütze. Er zog für seine Untersuchungen Primärquellen heran und nutzte seine philologischen Kenntnisse. Er gilt als einer der Ersten, der sich wissenschaftlich und nach den Quellen mit der Geschichte des Maschinenbaus befasste, und ihm wird die Wiederentdeckung und Erschließung der klassischen Maschinenbücher zugeschrieben. Beck war sehr daran interessiert, ob die dargestellten Maschinen auch wie beschrieben funktionierten.
Er war mit Sophie geb. Baer verheiratet und hatte zwei Töchter. Sein Bruder Ludwig Beck war ebenfalls Unternehmer und Technikhistoriker (Verfasser eines Standardwerks über die Geschichte des Eisens) sowie der Vater des Generals Ludwig Beck. Sein anderer Bruder Friedrich (1837–1910) war Generalmajor.
1909 wurde Theodor Beck wegen seiner Beiträge zur Technikgeschichte die Ehrendoktorwürde der Technischen Hochschule Karlsruhe verliehen. Ebenfalls 1909 wurde er als Mitglied auf Lebenszeit in den Ausschuss des Deutschen Museums in München gewählt.
Der Technikhistoriker Franz Maria Feldhaus war Gasthörer bei Beck in Darmstadt, und Beck übergab ihm seinen Nachlass zur Technikgeschichte.

## Schriften
- Beiträge zur Geschichte des Maschinenbaus. Springer, Berlin 1899. / 2. Auflage, 1900. (als Reprint mit einem Vorwort von K. H. Manegold: Olms, Hildesheim 1970. – online auf archive.org)